# Preston Lea
Preston Lea (* 12. November 1841 in Wilmington, Delaware; † 4. Dezember 1916 in New Castle, Delaware) war ein US-amerikanischer Politiker und von 1905 bis 1909 Gouverneur des Bundesstaates Delaware.

## Frühe Jahre
Preston Lea ging in Lawrenceville in New Jersey zur Schule. Nach seiner Rückkehr nach Delaware begann er mit 18 Jahren im väterlichen Mühlenbetrieb mitzuarbeiten. Dieser Betrieb wurde im Lauf der Jahre immer größer. Nach dem Tod seines Vaters im Jahr 1873 wurde Preston Lea Vizepräsident der Firma, die sich nun William Lea & Sons nannte. Im Jahr 1876 wurde er dann Firmenchef. Neben den Aktivitäten in dieser Firma war Lea auch noch in anderen Bereichen tätig. Schon im Jahr 1873 war er Vorsitzender des Handelsausschusses der Stadt Wilmington. 1888 wurde er Präsident der Union National Bank. Außerdem war er Vizepräsident einer landwirtschaftlichen Versicherungsgesellschaft sowie Präsident der Eisenbahngesellschaft Philadelphia, Baltimore & Washington Railroad und der Straßenbahn von Wilmington.

## Politischer Aufstieg
Preston Lea war Mitglied der Republikanischen Partei, die in den 30 Jahren nach dem Amerikanischen Bürgerkrieg in Delaware keine große Rolle spielte. Seit den 1890er Jahren hatte sich das geändert. 1894 schaffte die Partei erstmals mit Joshua H. Marvil einen Sieg bei einer Gouverneurswahl in diesem Staat. Allerdings war die Partei in zwei Lager gespalten. Eine Seite wurde von J. Edward Addicks, einem Millionär aus Philadelphia, unterstützt. Der andere Flügel stand in Opposition zu Addicks. Bei den Gouverneurswahlen des Jahres 1904 traten die Republikaner daher mit zwei Kandidaten an. Kandidat des Addicks-Flügels war Preston Lea, der sich mit 46 % der Wählerstimmen gegen Caleb S. Penneville, den Kandidaten der Demokratischen Partei, durchsetzte. Penneville erreichte immerhin 41 % der Stimmen, während Joseph H. Chandler, der andere republikanische Kandidat, auf nur 2 % kam.

## Gouverneur von Delaware
Preston Lea trat sein neues Amt am 17. Januar 1905 an. Bereits ein Jahr nach seinem Amtsantritt zog sich Addicks aus der Politik zurück. Dadurch vereinigten sich die beiden republikanischen Flügel in Delaware wieder. Neuer Parteivorsitzender in Delaware wurde der spätere US-Senator Thomas Coleman du Pont. In Leas Regierungszeit wurde das Gesetz, das das Wahlrecht an bestimmte finanzielle Voraussetzungen knüpfte, aufgehoben. Das kam vor allem den Armen und der schwarzen Bevölkerung zugute, die dadurch wieder wählen durften. Es nutzte aber auch der Republikanischen Partei, die dadurch einen treuen Wählerstamm aufbaute, der ihnen eine jahrzehntelange Dominanz in Delaware sicherte.
Ein Grenzkonflikt mit dem Nachbarstaat New Jersey wurde beigelegt. Ein neues Schulgesetz schrieb eine Schulpflicht von mindestens drei Monaten vor. In der damals in den Vereinigten Staaten heftig diskutierten Frage der Prohibition entschied man sich in Delaware für eine lokale Lösung, indem man die Entscheidung den drei Countys überließ. In der Folge wurde der Verkauf von alkoholischen Getränken im Kent County und im Sussex County verboten. Damals wurde auch der alte Chesapeake and Delaware Canal an die Bundesregierung verkauft.

## Weiterer Lebenslauf
Nach dem Ende seiner Amtszeit zog sich Preston Lea aus der Politik zurück. Er widmete sich aber weiterhin seinen nach wie vor zahlreichen geschäftlichen Aktivitäten. Er starb im Dezember 1916 und wurde in Wilmington beigesetzt. Preston Lea war zweimal verheiratet und hatte vier Kinder.